# 钱之光
钱之光（1900年—1994年2月5日），浙江省诸暨县牌头镇王家宅人，中华人民共和国官员，中华人民共和国现代纺织工业的主要奠基人。

## 生平
钱之光早年就读于私塾，后考入牌头同文书院，此后辍学加入中共组织的工会运动。大革命初期，在中国共产党浙江省组织的创始人张秋人、宣中华等人指引下，从事革命活动。1927年加入中国共产党，在中共杭州地委秘书处工作。1927年8月，任中共两浙盐运使署党支部书记。1929年赴上海筹备绸厂。后随毛泽民到天津筹建印刷厂。1933年夏进入中央苏区，任中华苏维埃共和国临时中央政府国民经济委员会委员兼对外贸易总局局长，负责苏区供给工作。1934年参加长征，任中央没收征发委员会组长。1935年抵达陕北后，任中华苏维埃共和国中央政府西北办事处对外贸易总局局长。1936年2月，随李克农抵达洛川，与张学良、王以哲谈判达成中国工农红军与西北军互不侵犯、通商等协议。1937年春，到陕西西安、山西太原等地采办军需物资和粮食。
抗日战争期间，调八路军南京办事处工作，随后八路军南京办事处与武汉办事处合并，钱之光任新组建的办事处主任兼新四军武汉办事处处长。1939年，担任八路军重庆办事处处长，负责输送兵源与物资工作。1944年，任中共重庆工作委员会委员。1945年抗日战争胜利后，任中共中央南方局（后称重庆局）委员，中共中央南京局委员兼财政委员会副书记，并任十八集团军驻南京办事处处长，南京中共代表团办公厅主任。其中在重庆中共中央南方局任职期间，曾参与筹备重庆谈判。
1947年，钱之光调往香港组建华润集团总公司并任董事长，负责统战活动与物资运输。在香港期间，奉中央指示，先后将在香港的李济深、沈钧儒、黄炎培、郭沫若等民主人士秘密送往解放区参加筹备新政治协商会议。
中华人民共和国成立后，钱之光任政务院财经委员会委员，中央人民政府纺织工业部（1954年改为中华人民共和国纺织工业部）副部长、党组书记。文化大革命期间遭受迫害，1968年，担任纺织工业部革命委员会主任。1970年，纺织工业部、第一轻工业部、第二轻工业部合并成立轻工业部，钱之光担任轻工业部部长、党组书记。1978年纺织工业部、轻工业部分部后，钱之光担任纺织工业部部长、党组书记。在主持轻工业部、纺织工业部的32年间，建立了纺织机械制造业体系，提出了发展天然纤维和化学纤维并举的方针，先后组建了上海金山、辽宁辽阳、天津、四川长寿、江苏仪征等大型化纤生产基地，使中国成为世界化纤工业大国之一。1981年，改任国务院顾问。1982年，任中共十二届中央顾问委员会委员。
钱之光是中国共产党第八届至第十二届全国代表大会代表，十三届、十四届全国代表大会特约代表，第九至十一届中央委员。他还是第二届、第三届全国人大代表。
1994年2月5日，钱之光在北京病逝，享年94岁。

## 著作
- 《当代中国的纺织工业》

## 家庭
- 妹：钱希均（本名钱芬花），为张秋人的童养媳、毛泽民前妻，后改嫁周小鼎。